# Georg Mayr (Priester)
Georg Mayr (* 16. April 1820 in Scheideck bei Dorfen; † 25. Dezember 1891 in München) war römisch-katholischer Priester, erster Präses des Katholischen Gesellenvereins und Erbauer des Kolpinghauses München-Zentral.

## Leben
Mayr war das jüngste von sechs Kindern von Maria, geb. Daimer, und Anton Mayr. Er besuchte das (heutige) Wilhelmsgymnasium München bis zum Abitur 1839, studierte anschließend bis 1841 an der Universität München und trat dann in das Priesterseminar Freising ein. Am 1. Juli 1844 wurde er durch Erzbischof Lothar Anselm von Gebsattel zum Priester geweiht. Er wirkte als Kaplan in Thanning (1844) und Lengdorf (1844–1850). Ab 1850 war Mayr am erzbischöflichen Ordinariat als Kanzellist und als Benefiziat am Dom zu Unserer Lieben Frau in München tätig. 1853 bis 1860 war Mayr Präses der Kongregation der ledigen Mannspersonen bei St. Anna und an der Herzogspitalkirche. 1852 gewann ihn Adolph Kolping als ersten Präses des neugegründeten Katholischen Gesellenvereins München-Zentral (heute: Kolpingsfamilie). Mayrs Gesundheit war zeit seines Lebens durch ein schweres Asthmaleiden eingeschränkt. 1854 bis 1855 errichtete er das Kolpinghaus München-Zentral, getragen von der Katholischen Zentralgesellenhaus-Stiftung, in der Schommergasse, heute Adolf-Kolping-Straße 1 (Grundsteinlegung 5. Juni 1854, Einweihung am 6. Mai 1855). Mayr stand ab 1855 als erster Landespräses an der Spitze des Kolpingwerkes in Bayern und ab 1865 als erster Diözesanpräses an der Spitze des Kolpingwerkes im Erzbistum München und Freising. Seit 1860 war Mayr Benefiziat an der Allerheiligenkirche am Kreuz. Wegen seines Engagements für die Festigung und die Ausbreitung des Katholischen Gesellenvereins wurde er auch als „der zweite Kolping in Bayern“ bezeichnet. Er ist auf dem Alten Südlichen Friedhof in München begraben.

## Auszeichnungen
Papst Leo XIII. ernannte Mayr zum Päpstlichen Geheimkämmerer.

## Publikationen
- Der kathol. Central-Gesellenverein in München. Sein Entstehen, Wachsthum und Wirken. Festschrift zu dessen 25-jähriger Stiftungsfeier den 24. und 25. Juni 1876, München, 1876